# Гран-при Индии
Гран-при Индии (англ. Indian Grand Prix) — один из этапов чемпионата мира по автогонкам в классе «Формула-1». Первая гонка прошла 30 октября 2011 года на трассе новопостроенного Международного автодрома Будды, расположенного в городе Большая Нойда, в 40 км от Дели. Поул-позицию в этой дебютной гонке удалось завоевать пилоту команды Red Bull Себастьяну Феттелю. Сохранив лидерство на протяжении всей гонки, а также установив лучшее время круга, Феттель одержал победу, и впервые в карьере завоевал «большой шлем».

## Победители Гран-при
| Сезон | Гонщик            | Машина           | Отчёт |
| ----- | ----------------- | ---------------- | ----- |
| 2011  | Себастьян Феттель | Red Bull-Renault | Отчёт |
| 2012  | Себастьян Феттель | Red Bull-Renault | Отчёт |
| 2013  | Себастьян Феттель | Red Bull-Renault | Отчёт |